# Романов, Всеволод Иоаннович
Все́волод Иоа́ннович Рома́нов (7 (20) января 1914, Санкт-Петербург — 18 июня 1973, Лондон, Великобритания) — князь императорской крови с титулом высочества, сын князя императорской крови Иоанна Константиновича и Елены Петровны, урожденной принцессы Сербской. Старший брат княгини Екатерины Иоанновны.
Всеволод Иоаннович был последним мужским представителем дома Романовых, родившимся до революции, и последним равнородным представителем мужской линии потомков великого князя Константина Николаевича, второго сына императора Николая I.

## Биография
Всеволод Иоаннович родился 7 (20) января 1914 года незадолго до начала Первой мировой войны
в Петербурге. Первенец Иоанна Константиновича появился на свет в буквальном смысле слова с церковным кадилом в руке. «Так как Иоанн был очень религиозен, то братья его дразнили, что его сын родится с кадилом в руке. Поэтому они заказали маленькое кадило и, как только Всеволод родился, ему вложили кадило в ручку. Так что Иоанн впервые увидел сына с кадилом в руке» (по воспоминаниям Гавриила Константиновича).
Всеволод Иоаннович не получил традиционного для Романовых русского воспитания. Когда началась революция, ему было только три года, а потом бабушка, великая княгиня Елизавета Маврикиевна, вывезла его за границу.

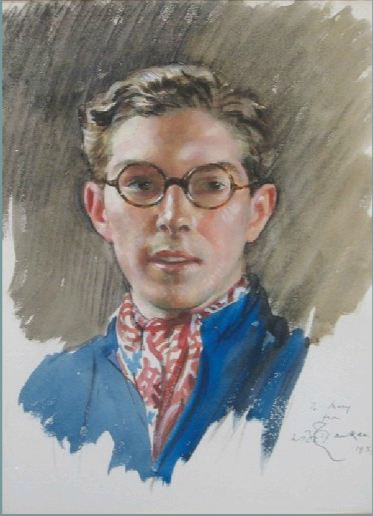
Уильям Ранкен. Портрет великого князя Всеволода, 1939.

Отца Всеволода Иоанновича, князя императорской крови Иоанна Константиновича, большевики убили в 1918 году. Мать, сербская принцесса, была арестована в Перми, куда последовала за мужем. После освобождения из тюрьмы Елена Петровна уехала в Стокгольм, а затем вместе с детьми в Сербию.
Появившаяся уже в наши дни благодаря шведскому журналисту Стеффану Скотту байка о том, что «Елена Петровна настолько возненавидела Россию, что не пожелала, чтобы её дети учили русский язык», является откровенной ложью и полностью не соответствует действительности.
В изгнании Всеволод Иоаннович жил в Великобритании и работал по винодельческой части.
Всеволод Иоаннович долгое время рассматривался как наиболее реальный преемник в случае бездетной смерти великого князя Владимира Кирилловича, так как братья великого князя Кирилла Владимировича — Борис и Андрей заключили морганатические браки (также как и многие другие члены императорской семьи).
Умер Всеволод Иоаннович 18 июня 1973 года в Лондоне.

## Браки
1. Леди Мэри Лигон (Lady Mary Lygon[англ.]; 1910—1982) — с 31 мая 1939 года до 10 февраля 1956 года (развод)
2. Эмилия де Гостоньи (Emilia de Gosztonyi; 1914—1993) — с 28 марта 1956 года по 21 февраля 1961 года (развод)
3. Элизабет-Валли Кнуст (Valli Knust; 1930—2012) — с 8 июня 1961 года

Всеволод Иоаннович был весьма щепетилен в отношении чести семьи. Родственники даже шутливо говорили о «романовском снобизме» князя. Поэтому, когда он заявил о желании жениться на леди Мэри Лигон (1910—1982), дочери Уильяма Лигона 7-го графа Бичем и леди Летиции Мэри Гровенор (из рода герцогов Вестминстерских), все были поражены. Невеста не только не принадлежала к царствующей или владетельной династии, следовательно брак был морганатическим, но была старше жениха на 4 года и имела сомнительную репутацию в Лондоне. Против брака категорически выступала мать Всеволода Иоанновича. В конце концов Всеволоду удалось добиться от матери согласия, признал брак и глава Дома Романовых в изгнании великий князь Владимир Кириллович.
Свадьба Всеволода Иоанновича и леди Мэри (до брака приняла православие) состоялась 31 мая 1939 года в Лондоне. В 1939 году великий князь Владимир Кириллович пожаловал ей титул светлейшей княгини Романовской-Павловской (в Павловске находился родовой дворец этой ветви Романовых). Брак закончился разводом 10 февраля 1956 года в Лондоне.
28 марта 1956 года в Лондоне Всеволод Иоаннович женился на Эмилии де Гостоньи (1914—1993), дочери венгерского коммерсанта Евгения де Гостоньи. По просьбе Всеволода Иоанновича ей был пожалован титул светлейшей княгини Романовской (с 1956). Брак закончился разводом 21 февраля 1961 года.
8 июня 1961 года был заключен брак Всеволода Иоанновича и Элизабет-Валли Кнуст (1930—2012), дочери британского майора Александра-Юджина Кнуста. Владимир Кириллович пожаловал ей титул светлейшей княгини Романовской-Кнуст (с 1961).
Все браки Всеволода Иоанновича были бездетными, поэтому с его смертью в 1973 году эта ветвь дома Романовых («Константиновичи» — потомки великого князя Константина Николаевича) пресеклась в мужском колене.

## Династические споры
После эмиграции спасшихся Романовых возник вопрос о главе Дома Романовых. Когда надежда на спасение царя Николая II и его самых близких наследников стала совсем призрачной, великий князь Кирилл Владимирович в 1922 году в Сен-Бриё объявил себя блюстителем императорского престола, затем и Императором Всероссийским. После Кирилла Владимировича, претендентом на главенство в Доме Романовых стал его сын, князь Владимир Кириллович, который в 1989 г. объявил наследницей свою дочь, княгиню Марию Владимировну, как рождённую от якобы равнородного брака (при неравнородности браков всех Романовых). Но этот поступок не был принят всеми ветвями рода единодушно.
Всеволод Иоаннович сначала был последователем Кирилла Владимировича и его сына Владимира Кирилловича и до Великой Отечественной войны представлял их в Великобритании. От Владимира Кирилловича Всеволод трижды получал титулы для каждой своей жены, но в 1969 году присоединился к князьям императорской крови Роману Петровичу и Андрею Александровичу и как единственный мужской представитель второй ветви Романовых подписал обращение, направленное против деятельности князя Владимира Кирилловича.